# Електромагнітна сумісність
Електромагні́тна сумі́сність (ЕМС) — здатність радіоелектронних засобів і випромінювальних пристроїв одночасно функціонувати з обумовленою якістю в реальних умовах експлуатації з урахуванням впливу ненавмисних радіозавад і не створювати неприпустимих радіозавад іншим радіоелектронним засобам.
У реальних умовах в місці розташування електрообладнання діє велика кількість різного роду випромінювань, облік яких можливий за допомогою методів теорії ймовірності та математичної статистики. Забезпечення нормальної роботи спільно працюючих технічних засобів є метою ЕМС як наукової проблеми. Предметом же вивчення можна вважати виявлення закономірностей взаємодії спільно працюючих технічних засобів, на базі яких формуються рекомендації для досягнення ЕМС.

## Паразитні зв'язки

Чотири електромагнітних механізми проникнення завад

Проблема ЕМС виникає при наявності трьох складових: по-перше, має бути джерело завад (шумів), по-друге, повинна бути схема-приймач, чутлива до шумів (завад), по-третє, необхідно наявність каналу зв'язку для передачі завад від джерела до приймача.
При аналізі проблеми завад перш за все слід визначити: що є джерелом завад, що служить їх приймачем і яким чином джерело та приймач пов'язані один з одним. Звідси випливає, що можливі три способи усунення проходження завад:
- придушення шумів в джерелі;
- створення приймача, нечутливого до завад;
- мінімізація передачі завад через канал зв'язку.

У деяких випадках необхідно застосовувати два або навіть всі три зазначених способи придушення шумів. Гарним рішенням є гальванічна розв'язка.